# Europastraße 933

Die E 933 bei Segesta

Die Europastraße 933 (kurz: E 933) ist eine rund 41 Kilometer lange Europastraße des Zwischennetzes, die, von Osten nach Westen verlaufend, auf der Insel Sizilien in Italien die Städte Alcamo und Trapani verbindet.

## Verlauf
Die auch als Diramazione Alcamo-Trapani bezeichnete Europastraße zweigt als mautfreie Autostrada A29dir südlich der Ausfahrt Alcamo-Ovest von der Europastraße 90 (Autostrada A29) ab, die hier in südlicher Richtung ihre Fortsetzung findet, und verläuft in westlicher Richtung mit einer Anschlussstelle bei Segesta und weiteren bei Fulgatore und Dattilo. Hier zweigt der Autobahnast der Autostrada A29dirA zum Flughafen Trapani ab. Die Europastraße verläuft weiter bis zu ihrem Ende in Trapani, das vom Autobahnende beim Kreisel ca. 3,6 Kilometer östlich des Stadtzentrums über die Strada Statale 113 Settentrionale Sicula erreicht wird.